# Andrei Gruzsniczki
Andrei Gruzsniczki (n. 27 februarie 1962, Ploiești) este un regizor și scenarist de film și televiziune român.

## Biografie
Absolvent al Universitatea Națională de Artă Teatrală și Cinematografică „Ion Luca Caragiale” din București în 1994, Andrei Gruzsniczki a debutat ca regizor de film fiind regizorul secund al lui Lucian Pintilie în filmele acestuia Next stop, Paradise și Niki and Flo.

## Filmografie[2][3]

### Regizor
- Traseu (2008)
- Cronica unei morti amânate (2008)
- Cealaltă Irină (2009)
- Kakaia Freedom? Eta Carnaval (2010)
- Quod erat demonstrandum (2014)
- O faptă bună (2015)
- Zavera, (2019, postproducție), scenariul Andrei Gruzsniczki și Mircea Stăiculescu, regia Andrei Gruzsniczki, cu Dorian Boguță (Ștefan), Ioana Flora (Roxana), Șerban Pavlu (Nic), Medeea Marinescu (Nona) și alții

### Scenarist
- Traseu (2008)
- Cealaltă Irina (2009)
- Quod erat demonstrandum (2014)[4]
- O faptă bună (2015)
- Zavera, (2019, post-producție), scenariul Andrei Gruzsniczki și Mircea Stăiculescu

### Regizor secund
- Prea târziu (1996) - asistent de regie (menționat Andrei Moroșanu Gruzsniczki)
- The Wild Dogs (2002)
- Niki Ardelean, colonel în rezervă (2003)
- Ursul (2011) - menționat ca Andrei Morsanu Gruzsniczki

### Actor
- Prea târziu (1996)

## Recunoaștere, premii
Quod Erat Demonstrandum a primit multiple dovezi de recunoaștere, Premiul special al juriului la Roma Cinemafest, premiu pentru decoruri la Wiesbaden și cinci premii Gopo, la ceremonia decernării Premiilor Gopo din 2015.